# Civilization IV: Beyond the Sword
A Sid Meier's Civilization IV: Beyond the Sword a 2007-ben megjelent második kiegészítője a Civilization IV című játéknak. Ez a kiegészítő elsősorban a puskapor feltalálása utáni időszakra hozott újdonságokat, valamint 11 új pályát, 10 új civlizációt és 16 új vezért.

## Újdonságok
Hasonlóan az alapjáték vallásaihoz, megjelentek a cégek, amelyek világszerte terjeszkedhetnek, és mindegyikük valamilyen előnyt ad a játékosnak, egy bizonyos nyersanyagért cserébe. A hét elérhető cég egy-egy Nagy Személyhez kapcsolódik, egy kifejlesztett technológiához, és persze a megkívánt nyersanyaghoz. Ezek birtokában építhetjük fel a cég főhadiszállását, és minden cég csak egyszer létrehozható egy adott játékmenetben. A cég működéséhez szükség van a nyersanyagra, de cserébe az számos másfélét ad. Úgy terjeszkedhetnek, mint a vallások, egy speciális egység segítségével – amelyik városba eljutott, annak fenntartási díjat kell fizetnie, cserébe a központ bónusz aranyat kap. Ha a játékos a merkantilizmus bevezetése mellett dönt, azzal a külföldi cégek terjeszkedésének gátat szabhat, az állami tulajdon bevezetésével pedig az összeset, beleértve a sajátjait is, betiltja.
A kémkedés már sokkal korábban elérhetővé vált a játékban, és új lehetőségekkel is kibővült, melyekkel például zavart kelthettünk az ellenséges civilizációkban, vagy éppen megvédhettük saját titkainkat. A jövedelmünk egy részének erre fordításával egy idő után előnyöket érhetünk el, és ugyanúgy megvan a lehetősége, hogy kémet küldjünk, egy kifejezett cél érdekében. A kémek most már minden egység számára láthatatlanok, kivéve a többi kémet. Egyes városokban születhetnek Nagy Kémek, akik a Nagy Személyekhez hasonlóan bónuszokat adnak. Ők képesek beépülni egész városokba, nagy előnyhöz juttatva minket. Külsejük az adott kortól függően változó, az őskorban egy nindzsára emlékeztet, az ipari korban pedig egy James Bond-szerű alak. A kémkedés hátránya, hogy megnehezíti a diplomáciai győzelmet, hiszen ha bárki, beleértve a gépi ellenfelet és magunkat is, elfogja egy másik civilizáció kémjét, az, hiába barátságos a diplomácia köztünk, automatikusan végleges mínusz tíz pontot ad a kettőnk kapcsolatába, ami szinte lehetetlenné teszi, hogy tökéletesen pozitívba forduljon át a mérleg.
Hasonlóan a régi epizódokhoz, több véletlenszerű eseménnyel bővült a program, így természeti katasztrófákkal, segítségkérésekkel, és a saját polgáraink által támasztott követelésekkel. Ezeket valahogy meg kell oldanunk, hogy felvirágozzon a civilizációnk. Ezek nemcsak negatív események lehetnek, mert van köztük tudományos áttörés, vagy éppen olyan incidensek, amik a velünk szomszédos civilizációval javítják a kapcsolatunkat.
Amikor új játékot indítunk, tegyük azt bármelyik korszakban is, lehetőségünk van komponenseket vásárolni egy már eléggé fejlett másik civliizációtól. Ezek lehetnek technológiák, egységek, városok, és fejlesztések is. Ez többjátékos üzemmódban is elérhető. Előnye, hogy egy már viszonylag működőképes civilizációval kezdhetjük meg a játékot egy későbbi korban, cserébe nem lehet háborút indítani az első tíz körben.
Megnehezítésre került az űrversennyel történő győzelem, ugyanis most már nem elég megépíteni az űrhajót, hanem el is kell érni az Alfa Centauri csillagrendszert. Ennek során építhetünk olyan űrhajót, ami gyorsabb, mint a többieké, tehát annak ellenére is megnyerhetjük így a játékot, hogy esetleg más civilizációk már úton vannak. Bekerült a játékba egy új csoda, az Apostoli Palota is, amivel már korábban el lehet érni a diplomáciai győzelmet. A csoda ahhoz a valláshoz kötődik, amely az azt felépítőnél az uralkodó, és amelynek erősségétől függően lehet szent háborúkat indítani, kereskedelmi embargókat kezdeményezni, vagy békét kierőszakolni. A kommunizmus feltalálása jelentősen csökkenti a hatását, a tömegmédia pedig megszünteti azt, de eddigre az ENSZ veszi át úgyis a helyét.
Lehetőséggé vált a játékot úgy is játszani, hogy egy civilizációhoz másik vezért rendelünk. Bekapcsolhatjuk, hogy csak az általunk kifejlesztett technológiákkal kereskedhetünk. Lehetségessé vált bármelyik vallás kiválasztása is, így nem mindig ugyanazok a vallások a dominánsak minden játékban.
Bekerült tíz új civilizáció is: Babilónia, Bizánc, Etiópia, Német-római Birodalom, Khmer Birodalom, a maják, indiánok, a hollandok, a portugálok és a sumérok. Tizenegy új pálya, 25 új egység, 18 épület, hat új csoda és új diplomáciai döntések is bekerültek. Javítottak a mesterséges intelligencián is, immár több módon próbálkozik meg a győzelemmel, jobban harcol a tengeren, és a gazdaságát is hatékonyabban irányítja. A korai egységek is egyedi dizájnt kaptak, és most már a kolóniák le is tudnak válni, hogy új civilizációkat létesítsenek, ha a fenntartási költ ségeik túl nagyok.

## Forráshivatkozások
1. ↑  Civilization IV expands - PC News at GameSpot. web.archive.org, 2007. szeptember 30. (Hozzáférés: 2025. február 17.)
2. ↑  http://www.2kgames.com/civ4/beyondthesword
3. ↑  Civilization IV: Beyond the Sword Impressions - First Look, New Factions, Espionage, End Game - PC News at GameSpot. web.archive.org, 2007. június 2. (Hozzáférés: 2025. február 17.)
4. ↑  BTS Pre-release Chat with Firaxis (Q&A) (amerikai angol nyelven). CivFanatics Forums, 2007. június 17. (Hozzáférés: 2025. február 17.)
5. ↑  Civilization IV: Beyond the Sword Impressions - First Look, New Factions, Espionage, End Game - PC News at GameSpot. web.archive.org, 2007. szeptember 30. (Hozzáférés: 2025. február 17.)
6. ↑  Civ IV: Beyond the Sword Info Center (amerikai angol nyelven). CivFanatics Forums, 2007. május 15. (Hozzáférés: 2025. február 17.)
7. ↑  Civilization IV: Beyond the Sword with Alex Mantzaris - interview - play™. web.archive.org, 2007. június 6. (Hozzáférés: 2025. február 17.)

## Fordítás
Ez a szócikk részben vagy egészben  a   Civilization IV: Beyond the Sword című angol Wikipédia-szócikk ezen változatának fordításán alapul.  Az eredeti cikk szerkesztőit annak laptörténete sorolja fel. Ez a jelzés csupán a megfogalmazás eredetét és a szerzői jogokat jelzi, nem szolgál a cikkben szereplő információk forrásmegjelöléseként.